# Mesvin
Mesvin [mevɛ̃] est un village de la province de Hainaut, en Belgique.  Situé à deux kilomètres au sud de la ville de Mons, dont il est devenu une zone suburbaine, le village fait aujourd'hui administrativement partie de la ville et commune de Mons en Région wallonne de Belgique. C'était une commune à part entière avant la fusion des communes de 1977.
La localité est traversée par l'ancienne chaussée Brunehaut (Bavay-Utrecht), ancienne voie romaine de communication qui traverse une bonne partie de la Belgique et qui fut construite par les Romains sous le nom de route du sel. Cette antique voie de circulation est en fait la rue principale de Mesvin et s'appelle 'rue Brunehaut'. 

## Étymologie
Le nom de Mesvin, attesté en latin médiéval sous la forme Machtwinus fundus, signifie « la propriété de Machtwin ».

## Évolution démographique
- Sources : INS, Rem. : 1831 jusqu'en 1970 = recensements, 1976 = nombre d'habitants au 31 décembre.

## Histoire

### Site archéologique
Des sites d'occupation néandertalienne y ont été identifiés.
Une minière à silex datant de la période néolithique a été découverte au lieu-dit "Sans Pareil". Dès la seconde moitié du XIXe siècle, des outils en bois de cerf ont été recueillis à cet endroit par Alfred Lemonnier. D'intéressants outils en os, interprétés comme des outils d'extraction du silex, ont également été recueillis à cette occasion. Cinq puits d'extraction du silex y ont été repérés en 1957 par la Société de Recherche préhistorique en Hainaut à l'occasion de la construction d'une habitation le long de la chaussée de Maubeuge. L'un d'entre eux a été fouillé et daté . Les trois datations au radiocarbone indiquent que ce puits remonte à une période comprise entre 4250 et 3750 av. J.-C . Un suivi archéologique réalisé en 2006 à l'occasion d'une nouvelle construction le long de la chaussée a révélé la présence d'une galerie . Le site de Mesvin "Sans Pareil" situé à deux kilomètres à vol d'oiseau des Minières néolithiques de silex de Spiennes est donc contemporain du démarrage de l'exploitation du silex sur ce dernier site.

## Patrimoine et culture

### Patrimoine architectural
- Abbaye de Bélian.
- Église Saint-Vincent.
- Musée de l'Amusette.

## Galerie

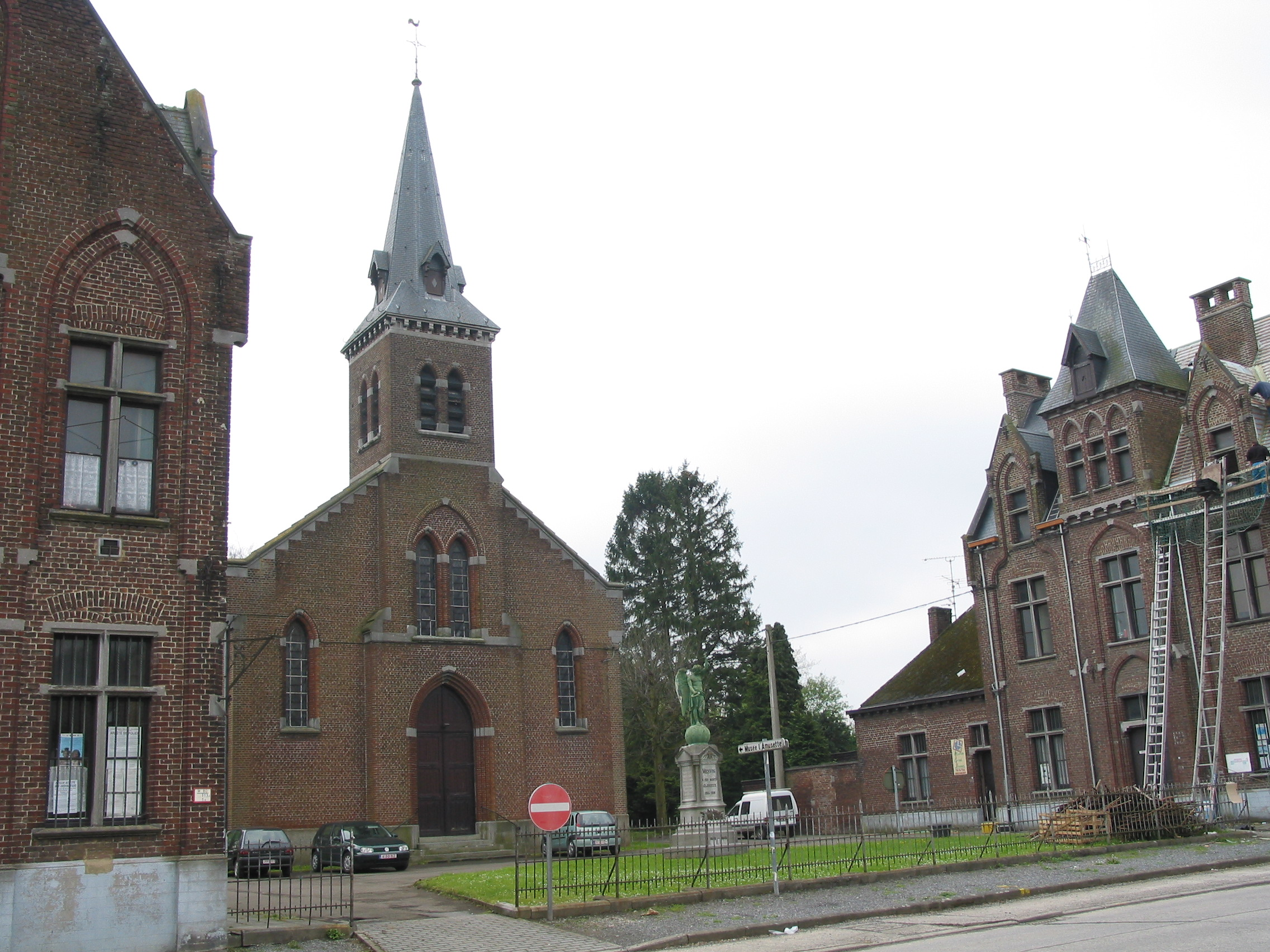
L'église Saint-Vincent.
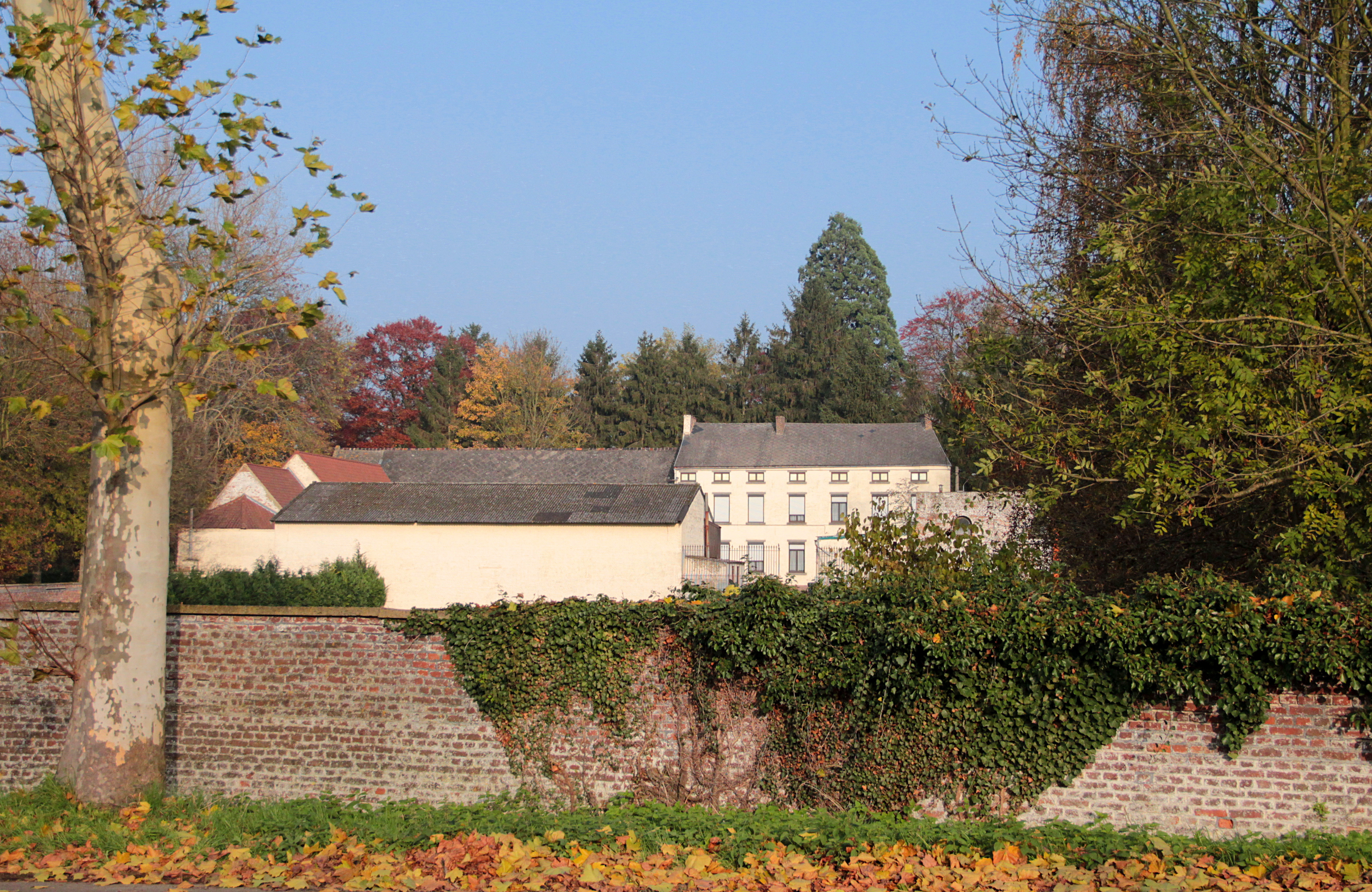
L'ancienne abbaye de Bethléem ou de Bélian.

## Personnalité liée à la localité
- Auguste Duvivier (1772-1846), ministre d'État et bourgmestre de Mesvin.